# Finale della Coppa delle Coppe 1976-1977
La finale della 17ª edizione della Coppa delle Coppe UEFA è stata disputata l'11 maggio 1977 all'Olympisch Stadion di Amsterdam tra Amburgo e Anderlecht. All'incontro hanno assistito circa 66 000 spettatori. La partita, arbitrata dall'inglese Pat Partridge, ha visto la vittoria per 2-0 del club teutonico.

## Il cammino verso la finale
L'Amburgo di Kuno Klötzer esordì contro gli islandesi del Keflavík battendoli col risultato complessivo di 4-1. Agli ottavi di finale gli scozzesi dell'Hearts persero ad Amburgo 4-2 e a Edimburgo 4-1. Ai quarti i Rothosen affrontarono gli ungheresi dell'MTK Vörös Meteor, superando il turno grazie al 4-1 interno e al pareggio per 1-1 di a Budapest. In semifinale gli spagnoli dell'Atlético Madrid si dimostrarono un vero ostacolo per i teutonici, che persero 3-1 al Vicente Calderón ma con una prova di forza al Volksparkstadion sconfissero gli avversari 3-0 e conquistarono il passaggio del turno.
L'Anderlecht di Raymond Goethals iniziò il cammino europeo contro gli olandesi del Roda JC battendoli col risultato complessivo di 5-3. Agli ottavi i turchi del Galatasaray furono sconfitti col risultato di 5-1 sia all'andata che al ritorno. Ai quarti di finale i Paars-wit affrontarono gli inglesi del Southampton, vincendo in casa 2-0 e perdendo 1-2 il retour match. In semifinale gli italiani del Napoli vinsero 1-0 al San Paolo, ma furono rimontati 2-0 all'Émile Versé.

## La partita

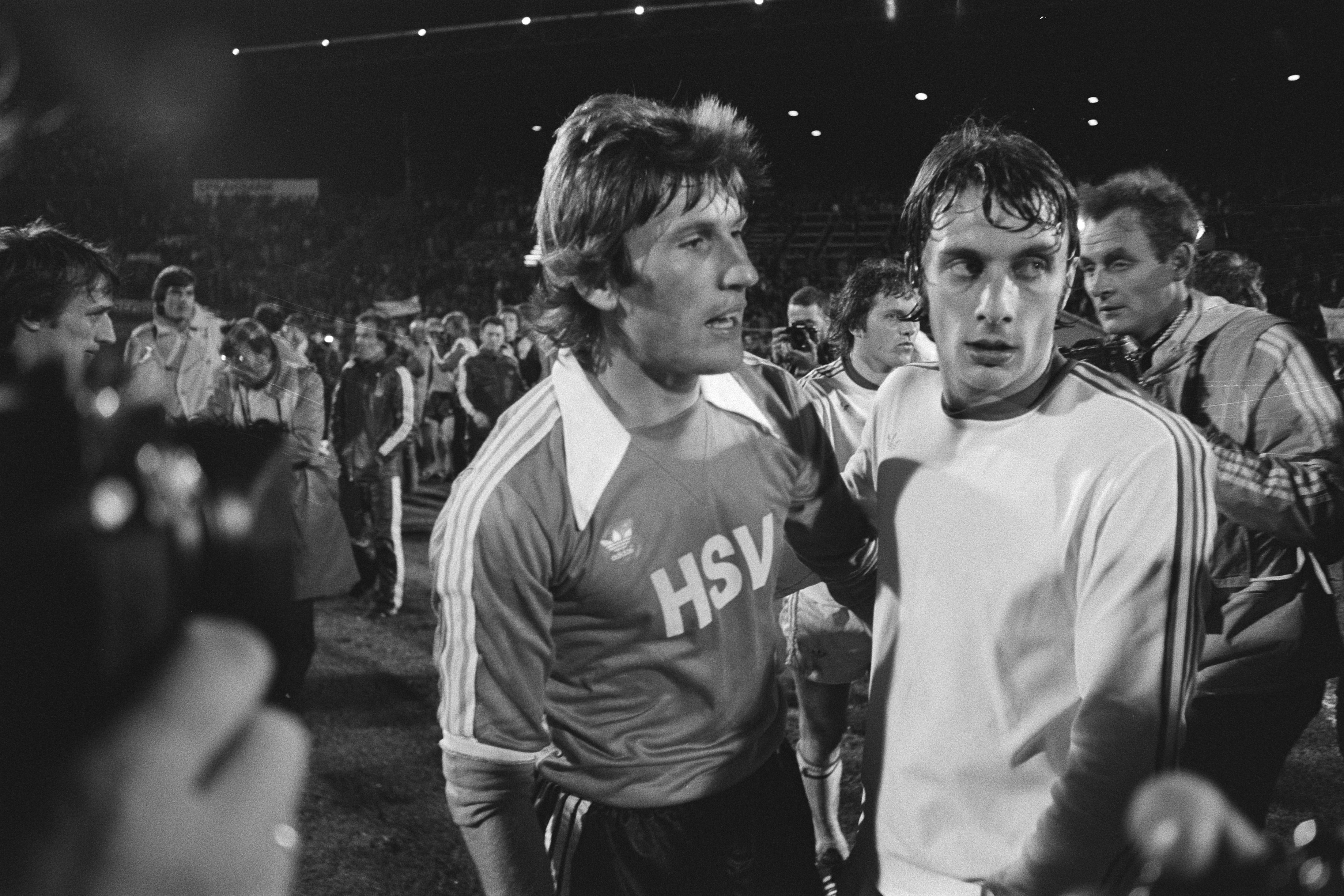
Manfred Kaltz e Gilbert Van Binst a fine partita

Ad Amsterdam va in scena la finale tra l'Amburgo, alla sua seconda finale dopo 9 anni, e l'Anderlecht campione in carica, che si presenta all'appuntamento con un ruolino di marcia di 20 reti in 8 partite. I campioni belgi partono forte all'attacco, ma i tedeschi occidentali hanno tutte le carte in regola per contrastare i biancomalva. A dodici minuti dal termine l'ala Georg Volkert realizza un calcio di rigore che apre la strada al primo successo dei teutonici in Europa. L'Anderlecht si riversa completamente in attacco e a due minuti dal fischio finale Felix Magath sigla in contropiede il raddoppio amburghese. I belgi diventano così la quarta compagine a fallire la doppietta di vittorie consecutive in Coppa delle Coppe dopo Fiorentina, Atlético Madrid e Milan.

## Tabellino
| Arbitro: | Pat Partridge |

|                               |           |  |
| Volkert 78’ (rig.) Magath 88’ | Marcatori |  |

| Amburgo | Anderlecht |

|              |  |                   |             |
|              |  |                   |             |
| P            |  | Rudi Kargus       |             |
| D            |  | Manfred Kaltz     |             |
| D            |  | Hans-Jürgen Ripp  |             |
| D            |  | Peter Nogly       | Ammonizione |
| D            |  | Peter Hidien      |             |
| C            |  | Caspar Memering   |             |
| C            |  | Felix Magath      |             |
| A            |  | Ferdinand Keller  |             |
| A            |  | Arno Steffenhagen |             |
| A            |  | Willi Reimann     |             |
| A            |  | Georg Volkert     |             |
|              |  |                   |             |
|              |  |                   |             |
| Allenatore:  |  |                   |             |
| Kuno Klötzer |  |                   |             |

|                  |  |                       |             |     |
|                  |  |                       |             |     |
| P                |  | Jan Ruiter            |             |     |
| D                |  | Gilbert Van Binst     |             |     |
| D                |  | Erwin Vandendaele     | Ammonizione |     |
| D                |  | Jean Thissen          |             |     |
| D                |  | Hugo Broos            |             |     |
| C                |  | Jean Dockx            |             | 83’ |
| C                |  | Ludo Coeck            |             |     |
| C                |  | Arie Haan             |             |     |
| C                |  | François Van der Elst |             |     |
| A                |  | Peter Ressel          |             |     |
| A                |  | Rob Rensenbrink       |             |     |
| Sostituzioni:    |  |                       |             |     |
| A                |  | Ronny van Poucke      |             | 83’ |
| Allenatore:      |  |                       |             |     |
| Raymond Goethals |  |                       |             |     |